# La Chavatte
La Chavatte é uma comuna francesa na região administrativa de Altos da França, no departamento de Somme. Estende-se por uma área de 1,89 km². Em 2010 a comuna tinha 74 habitantes (densidade: 39,2 hab./km²).